# 坡底下駅
坡底下駅（はていかえき、中国語: 坡底下站）は甘粛省蘭州市西固区にある蘭新線の駅である。1953年開業。この駅は蘭州駅から35㎞、西固城駅からは10㎞、河口南駅からは7㎞である。この駅は蘭州鉄路局に属する。旅客、通常の貨物は扱うが、危険物は扱っていない。この駅は4等駅である。

## 隣の駅
中国鉄路総公司
蘭新線
西固城駅 - 坡底下駅 - 河口南駅